# Do You Think About Me
"Do You Think About Me" — второй сингл Американского рэпера 50 Cent, со своего четвёртого студийного альбома Before I Self Destruct. Песня была выпущена 16 января 2010 года, и также был выпущен в Великобритании 22 марта 2010 года. Продюсером трека стал продюсер Rockwilder. В титрах альбома не указан R&B-певец Governor.

## Чарты
| Чарт (2009–2010)                         | Пик позиция |
| ---------------------------------------- | ----------- |
| UK Singles (The Official Charts Company) | 1           |
| UK R&B (The Official Charts Company)     | 2           |